# Leptotarsus (Habromastix) heroni
Leptotarsus (Habromastix) heroni is een tweevleugelige uit de familie langpootmuggen (Tipulidae). De soort komt voor in het Australaziatisch gebied.